# Setornis
Genre
Setornis est un genre monotypique de passereaux de la famille des Pycnonotidae. Il comprend une seule espèce de bulbuls.

## Répartition
Ce genre se trouve à l'état naturel à Bornéo et dans l'Est de Sumatra.

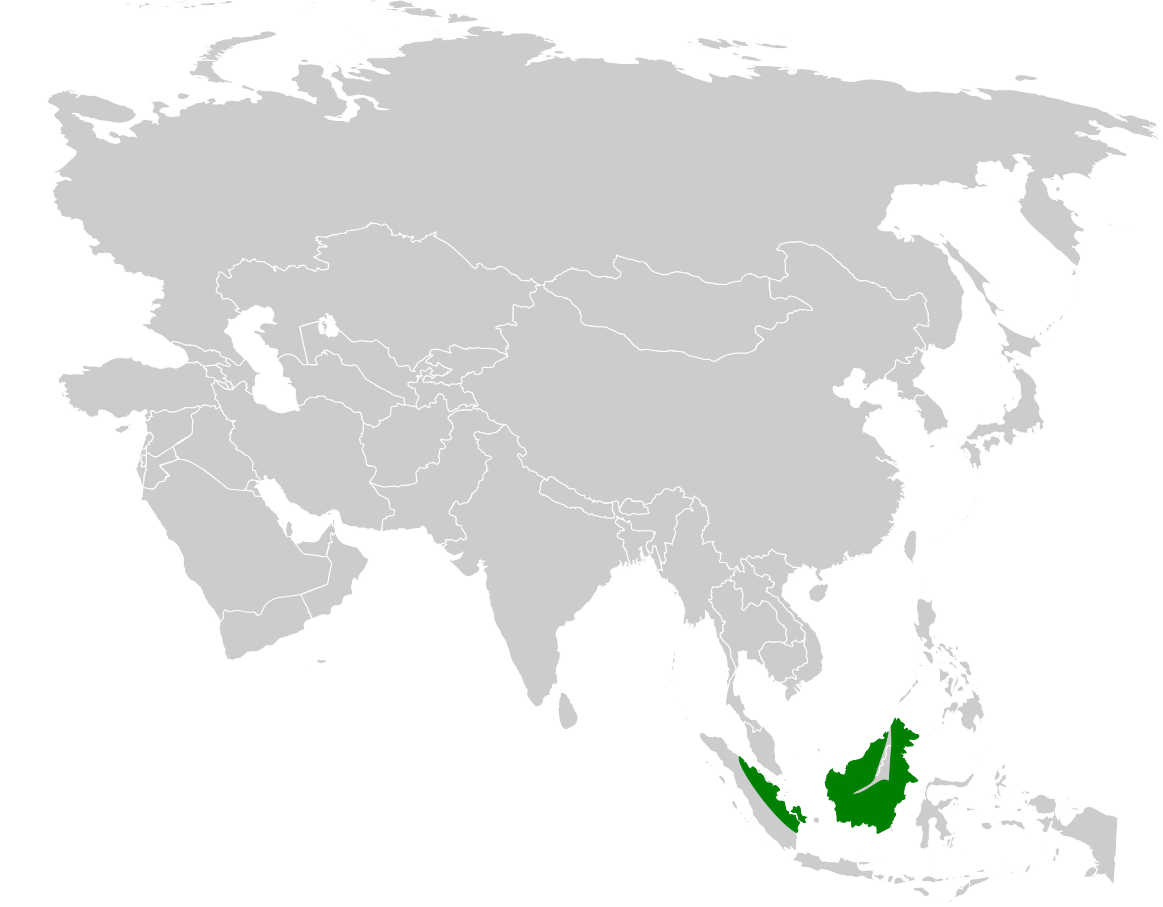
Répartition de Setornis.

## Liste des espèces
Selon la classification de référence du Congrès ornithologique international (version 8.2, 2018) :
- Setornis criniger Lesson, R, 1839 — Bulbul à long bec